# COVID-19 в Черногории
Эта статья о распространении COVID-19 в Черногории, в стране заражено 8023 человека https://coronavirustravelmap.com/ru/country/me. Страна стала последним европейским государством, в котором был обнаружен новый коронавирус .

## Хронология

### Март
17 марта были зафиксированы первые два случая заражения на территории Черногории.
18 марта врач-эпидемиолог Сенад Бегик призвал всех оставаться дома, избегать тесных контактов, чаще мыть руки, также он сообщил, что ожидаются новые случаи, также за день заразилось 6 человек, пять из них контактировало с двумя людьми, инфицированными ранее.
19 марта было выявлено 5 случаев, 2 утром и 3 вечером. Пациенты, инфицированные вечером контактировали с людьми выявленными 17 марта.
20 марта был выявлен 1 случай заражения, всего 14 заражённых.
21 марта вечером было выявлено 2 случая, оба контактировали с людьми, заразившимися ранее.
22 марта заразились 6 человек, 1 человек умер.
23 марта было выявлено 5 случаев, 3 из них контактировали с уже инфицированными.
24 марта заразились 20 человек, всего 47 заражённых.
25 марта было инфицировано 6 заражений.
26 марта утром заразилось 14 человек, случаи связаны с ранее подтвержденными заражениями, вечером 2 человека.
27 марта утром заразился 1 человек, 12 вечером.
28 марта было инфицировано 3 человека.
29 марта не было инфицированных.
30 марта заразилось 6 человек утром.
31 марта заразились 18 человек.

### Апрель
1 апреля заболело 14 человек.
2 апреля 21 человек заразился.
3 апреля 20 человек заразилось, среди них есть младенец, мама и малыш были изолированны. Также в этот день был выписан первый пациент.
4 апреля заразилось 37 человек, большинство из них контактировали с людьми, инфицированными ранее. Новые случаи были выявлены в
Подгорице — 14, Никшиче — 3 и Баре — 6.
5 апреля, утром было выявлено 2 случая заражения, оба в столице и контактировали с инфицированными ранее, вечером было выявлено 11 случаев, в Баре 1, Никшиче 3 и Подгорице 7, 10 из них контактные.
В период от 6 до 19 апреля число заражений в день существенно снизилась, всего за это время заразилось 94 человека, умерло 3 человека.

## Данные по регионам
На 7 мая ситуация в Черногории, следующая:
| Муниципалитет | Заражено | Вылечилось | Умерло |
| ------------- | -------- | ---------- | ------ |
| Подгорица     | 164      | 160        | 4      |
| Тузи          | 37       | 37         | 0      |
| Никшич        | 34       | 33         | 1      |
| Бар           | 23       | 22         | 1      |
| Улцинь        | 23       | 21         | 1      |
| Плав          | 7        | 6          | 1      |
| Будва         | 7        | 7          | 0      |
| Андреивица    | 7        | 7          | 0      |
| Биело-Поле    | 7        | 6          | 0      |
| Херцег-Нови   | 6        | 5          | 1      |
| Даниловград   | 3        | 3          | 0      |
| Тиват         | 3        | 3          | 0      |
| Гусинье       | 3        | 2          | 0      |

## Карантинные меры
Ещё до появления первых заражённых Черногория ввела меры для противодействия распространения COVID-19 в стране.
Были запрещены массовые мероприятия, закрыты детские сады, приостановлено авиасообщение с Швейцарией, запрещён въезд в Германию, Данию, Францию и Словению, закрыты части пограничных пунктов с Албанией, Сербией, Хорватией, Боснией и Герцеговиной.
31 марта в Черногории был введён комендантский час, запрещающий выход из дома в будние дни с 7 часов вечера до 5 часов утра, в воскресенье выход запрещён целиком, в субботу с 13 часов по 5 часов (в понедельник). 3 апреля меры были смягчены, в воскресенье жителям Черногории разрешили выходить в воскресенье с 5 часов утра до 15 часов.